# Henri Derouet
Pour les articles homonymes, voir Derouet.
Henri François Marie Pierre Derouet, né le 28 novembre 1922 à Loiré en Maine-et-Loire et mort le 4 juillet 2004, est un prélat français qui a été évêque de Séez puis d'Arras.

## Ministères

### Prêtrise
Il a été ordonné prêtre le 26 juin 1948 pour devenir vicaire à la paroisse Saint-Serge à Angers de 1948 à 1949, puis est devenu professeur à l'institution Saint-Julien-Saint-Maurille à Angers et par la suite supérieur de l'institution Notre-Dame de Bonnes Nouvelles à Beaupréau (1960-1970). Il est devenu en 1970, vicaire épiscopal du Choletais.

### Évêque
Il a été nommé évêque coadjuteur d'André Pioger évêque du diocèse de Séez en ayant le siège titulaire d'Obbi le 21 octobre 1970.
Il a été consacré évêque par Henri-Louis-Marie Mazerat le 6 décembre 1970. Il est devenu évêque de Séez le 24 juillet 1971. Pendant son épiscopat, il a aussi été membre du conseil permanent de l'épiscopat français de 1978 à 1984. Il est ensuite devenu le 10 octobre 1985 évêque d'Arras et aussi président de la Commission épiscopale des milieux indépendants de 1985 à 1991, puis président de la commission épiscopale du monde maritime de 1992 à 1997. Il s'est retiré le 12 août 1998. Il a accepté par la suite de prendre la tête de Pax Christi de 1998 à 2001.